# Formula One 06
Formula One 06 è un videogioco per PlayStation 2 e PlayStation Portable, distribuito e pubblicato dalla Sony per entrambi. Il gioco è basato sulla stagione 2006 di Formula 1. In entrambe le versioni sono presenti tutti i piloti e tutti i circuiti.

## Modalità di gioco
- Gara veloce;
- Prova cronometrata;
- Weekend Gran Premio;
- Campionato del Mondo;
- Carriera;
- Multigiocatore (solo PlayStation 2).

## Novità
Dalla versione PlayStation 2 è possibile trasferire un profilo di gioco a PSP.

## Telecronaca
- Andrea De Adamich
- Claudia Peroni

## Monoposto e piloti
- Renault= 1. Fernando Alonso/2. Giancarlo Fisichella
- Team McLaren Mercedes= 3. Kimi Räikkönen/4. Juan Pablo Montoya
- Scuderia Ferrari= 5. Michael Schumacher/6. Felipe Massa
- Toyota= 7. Ralf Schumacher/8. Jarno Trulli
- Williams Cosworth= 9. Mark Webber/10. Nico Rosberg
- Honda= 11. Jenson Button/12. Rubens Barrichello
- Red Bull Racing Ferrari= 14. David Coulthard/15. Christian Klien
- BMW Sauber = 16. Nick Heidfeld/17. Jacques Villeneuve
- Midland Toyota= 18. Tiago Monteiro/19. Christijan Albers
- Scuderia Toro Rosso Cosworth= 20. Vitantonio Liuzzi/21. Scott Speed
- Super Aguri Honda= 22. Takuma Satō/23. Yuji Ide

## Circuiti
- Sakhir
- Sepang
- Melbourne
- Imola
- Nürburgring
- Barcelona
- Monte Carlo
- Silverstone
- Montréal
- Indianapolis
- Magny Cours
- Hockenheim
- Budapest
- Istanbul
- Monza
- Shanghai
- Suzuka
- São Paulo
- Jerez[1]

## Valutazioni
La grafica viene considerata leggermente migliore rispetto alla versione precedente (questo per PlayStation 2); per la PSP la grafica è di pari livello, quindi considerata eccezionale su questa piattaforma. Sono considerati ottimi anche gli effetti sonori, ma non altrettanto il commento e le comunicazioni dai box. La fisica implementata nel gioco è davvero buona ma manca il sistema di telemetria; il sistema di regolazione dell'assetto vettura è anch'esso molto realistico ed anche grazie a questo i tempi sul giro sono molto vicini alla realtà.